# 한국애견협회
한국애견협회(Korean Kennel Club, KKC)는 애견의 능력을 최고도로 활용하여 사회복리 에 공헌, 각 견종의 능력개발 및 양성과 애견을 통한 애견문화 정착 목적으로 2001년 12월 22일 설립된 대한민국 농림수산식품부 소관의 사단법인이다. 사무실은 서울특별시 광진구 능동 18-11 어린이회관 동관2층에 있다.

## 주요 사업
- 순수 애견의 보호 및 전견종의 등록, 혈통서 발행
- 전견종의 종족보존과 순수혈통견 발전을 위한 표준제정
- 전 견종의 학술연구 교양강좌, 세미나 개최, 서적 발행
- 정부요청 특수 목적견 납품 및 지원
- 치유견, 청도견, 반려견 등 양정지원
- 애견소유자, 번식자, 애견 판매업자 등의 정기교육
- 정부 및 지자체 반려동물등록 대행 및 지원

## 같이 보기
- 한국애견연맹 (KKF)
- 미국애견협회 (American Kennel Club, AKC)
- 국제애견협회 (FCI)